# Rufus W. Cobb
Rufus Willis Cobb (25 de Fevereiro de 1829 – 26 de Novembro de 1913) foi um político americano filiado ao  Partido Democrata que foi o 25° Governador do Alabama de 1878 até 1882. É a única pessoa a exercer como Governador do Alabama e Grão-Mestre da Grande Loja do Alabama ao mesmo tempo.

## Biografia
Rufus Wills Cobb nasceu no dia 25 de Fevereiro de 1829 em Ashville, Condado de St. Clair, Alabama. Os descendentes de Cobb vieram para os EUA da Inglaterra e do País de Gales, estabelecendo-se primeiro na Virgínia na era colonial e mudando para o que tornaria-se o estado do Alabama no início do século XIX. Era filho de John W. e Catherine (Stevens) Leak Cobb, que moravam em uma fazenda, Cobb Springs, em Ashville. Cobb estudou em uma academia em Ashville e formou-se na Universidade do Tennessee, em Knoxville, em 1850. Voltando a Ashville, estudou direito no escritório de John C. Thomasson e foi aceito na Ordem em 1855. Exerceu direito em St. Clair até se mudar para o Condado de Shelby, Alabama, em 1867 e se tornar um sócio da B. B. Lewis.
Quando a guerra foi proclamada em 1861, Cobb ingressou no Exército Confederado como capitão do Co. C., Décimo Regimento de Infantaria do Alabama, brigada de Forney, e foi para a Virgínia com esse regimento. Permaneceu lá até que, em 1863, foi designado para a cavalaria do General Joseph Wheeler no Tennessee e encarregado de uma patrulha. No final da guerra, Cobb retomou sua advocacia.
Cobb foi eleito para o senado do estado do Alabama em 1872 e em 1876. Durante seu mandato no senado estadual, colaborou com Peter Hamilton, de Mobile, em um plano para reajustar a dívida do estado, um plano posteriormente adotado pela câmara. Cobb era amigo e conselheiro do governador George Smith Houston durante o governo de Houston.
Cobb foi eleito governador em 1878 e reeleito em 1880. "Teve um mandato discreto, sem eventos marcantes". A população do Alabama estava crescendo; em 1880, o censo federal registrou 1.262.505, e os problemas de gestões de finanças e controle das ferrovias sobraram para Cobb. "Seu governo fez melhorias na avaliação fiscal e reduziu o gasto do excedente no tesouro do estado".
Também durante os dois mandatos de Cobb, foram criadas a Comissão Ferroviária Estadual, a Ordem dos Advogados do Estado e a Universidade Tuskegee. Os registros da gestão do Governador Cobb refletem que uma grande controvérsia durante seu último mandato foi a Lei Seca. As forças da Lei Seca tentaram aprovar uma lei de opção local em todo o estado, mas não tiveram êxito.
Depois que seu mandato como governador terminou, aposentou-se para a vida privada por um tempo, mas em 1888 aceitou a nomeação para o cargo de juiz de paz do Condado de Shelby. Cobb também exerceu como presidente da Central Iron Works em Helena de 1873 até 1891, continuando a manter seu cargo enquanto exercia como governador. Também foi promotor da Ferrovia Louisville e Nashville; e esteve envolvido no plantio de algodão e no desenvolvimento de uma mina de ferro, a Delmar, no norte do Alabama.
Cobb pertencia a todas as filiais dos Maçons do Rito York e era grão-mestre da grande loja do Alabama em 1879 e 1880. Foi o único homem que era grão-mestre e governador ao mesmo tempo. Era membro de todas as lojas da Maçonaria do Rito Escocês até o trigésimo segundo grau, inclusive. A última residência de Cobb foi Birmingham. Seu túmulo está localizado no Cemitério de Forest Hill, em Birmingham.